# Kent Göransson
Kent Göran Göransson, född 26 augusti 1965, är en svensk innebandytränare.
Göransson är sedan 2007 förbundskapten för Sveriges herrlandslag i innebandy efter att ha varit assisterande förbundskapten i en säsong. Han var tidigare coach för Warbergs IC 85 med vilka han vann SM-guld 2005. Som aktiv har han ett SM-guld och ett Europa Cup-guld.
Göransson har också varit förbundskapten för landslaget i dragkamp. Som aktiv har under sin egen karriär haft flera framgångar med VM-guldet i dragkamp främst på meritlistan. Det är således blivit, ett VM-guld och därutöver 13 VM- och EM-medaljer och 25 SM-guld i dragkamp.
Göransson bor i Varberg.